# Schlosskirche Schwerin

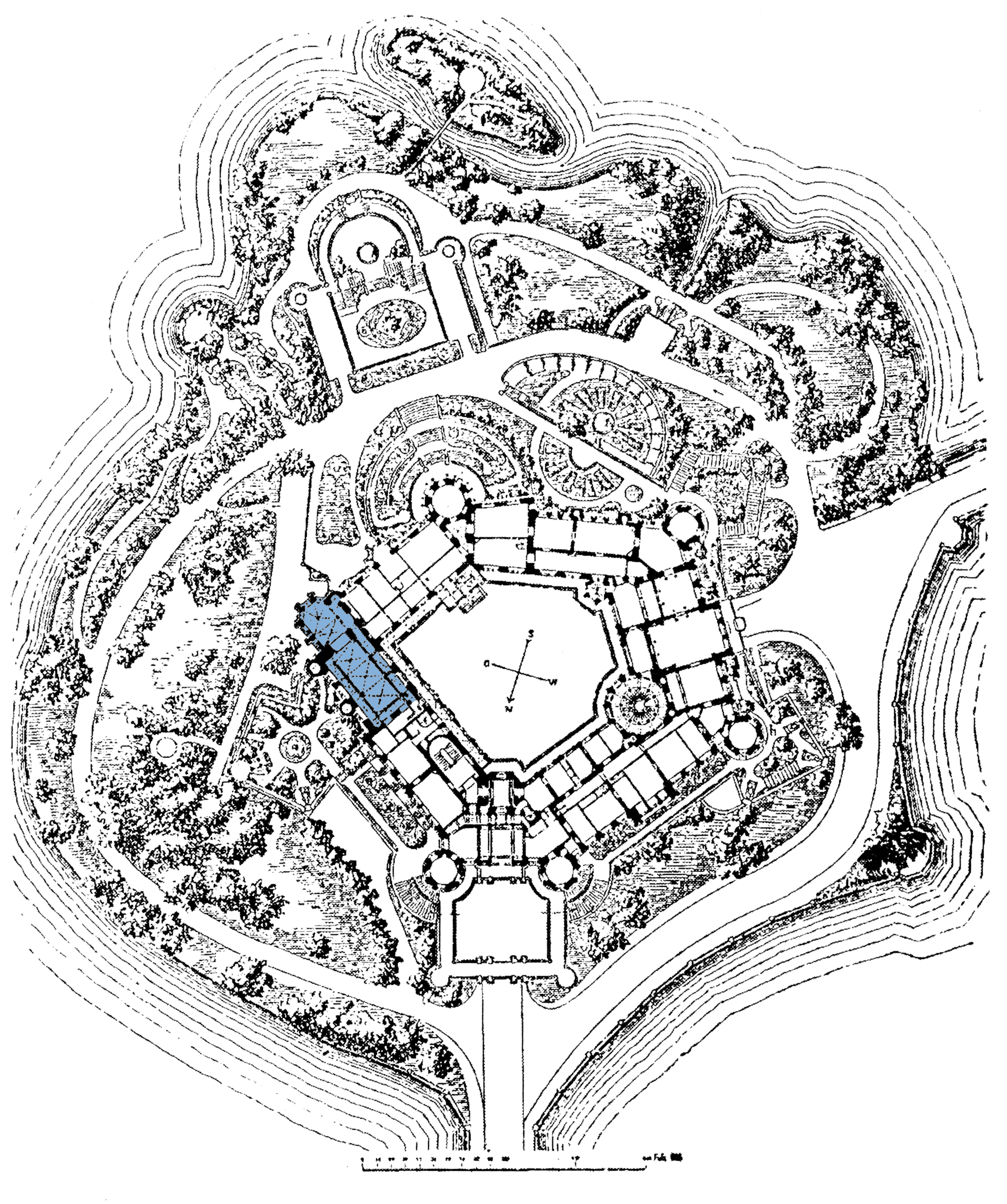
Lage der Schlosskirche im Schloss

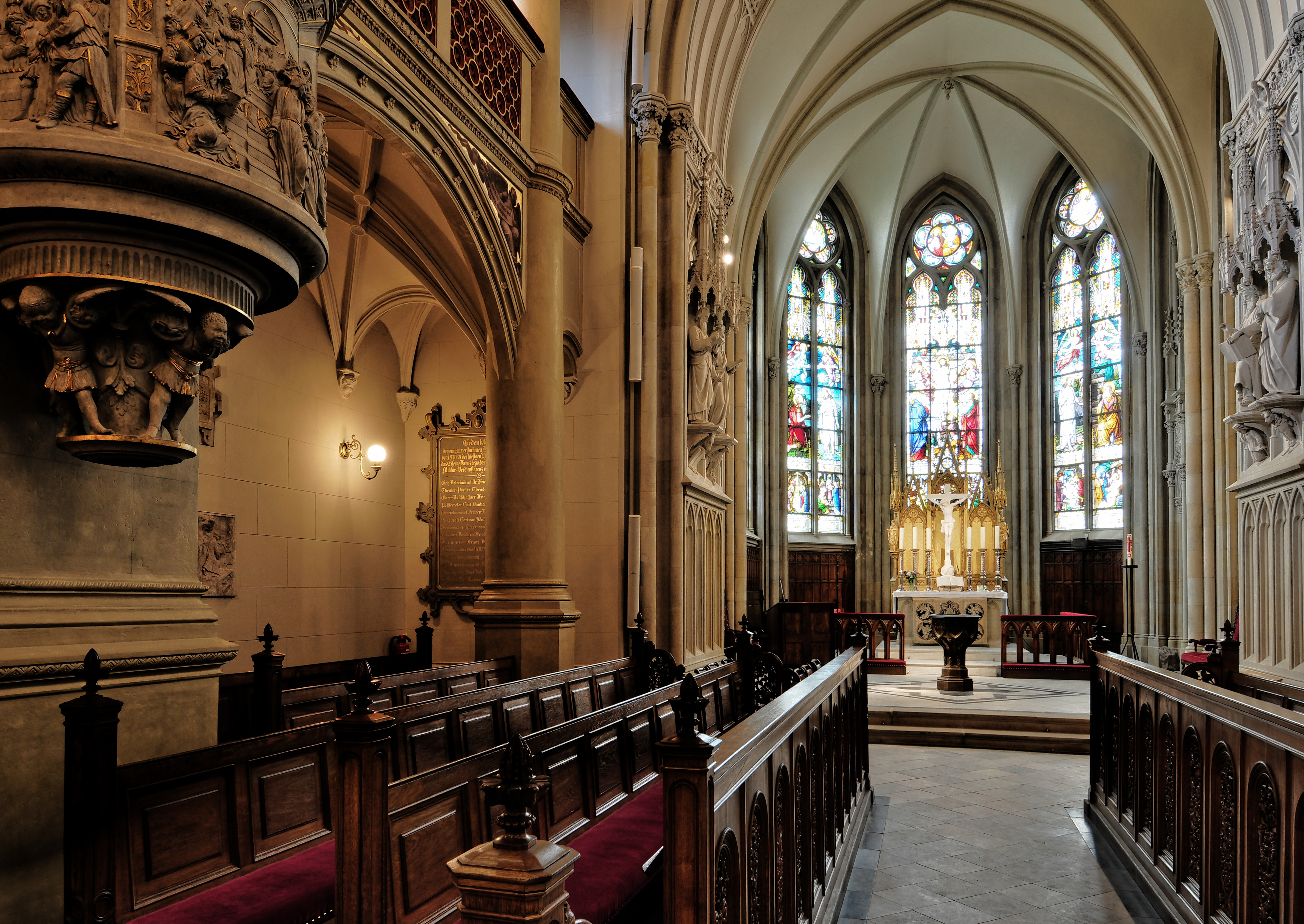
Innenansicht

Die Schlosskirche im Schweriner Schloss ist heute die Kirche einer Gemeinde der Evangelisch-Lutherischen Kirche in Norddeutschland. Sie vereinigt Bauelemente aus Renaissance und Neugotik.

## Lage und Gestalt

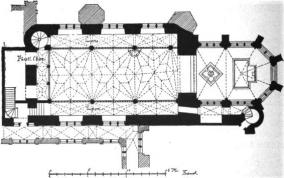
Grundriss (1898)

Die Schlosskirche ist ein der Nordseite des Schweriner Schlosses eingefügter Bau, der als solcher nur mit seinem seitlich stehenden Glockenturm mit vergoldeter Zwiebelhaube und dem erst in der Mitte des 19. Jahrhunderts hinzugefügten Chor mit Fünfachtelschluss nach außen hin hervortritt. Der Innenraum ist auf beiden Langseiten und ebenso auf der westlichen Schmalseite mit steinernen Emporen ausgestattet, die sich an kräftige Säulen aus Sandstein anlehnen und mit flachen Netzgewölben über- und unterwölbt sind. Dadurch erhält der Raum den Eindruck einer dreischiffigen Hallenkirche. Das Hauptschiff wird von einem ebenfalls flachen und im Stile der Spätgotik reich entwickelten Sterngewölbe überspannt. Der neugotische Chor dagegen ist mit zwei steiler aufsteigenden Gewölben im Stil der Hochgotik, einem sechsteiligen Chorscheitelgewölbe und davor einem einfachen Kreuzgratgewölbe gedeckt. Er hat auf der Südseite eine kleinere steinerne Empore.

## Baugeschichte
Die ältere Burg- oder Schlosskapelle lag auf der Südwestseite des Schlosses nach dem heutigen Schlossgarten hin und wurde 1503 unter Herzog Heinrich V. erneuert. 1514 stürzte ihr Gewölbe ein. Die Folge davon ist der gänzliche Abbruch der alten Kapelle und die Errichtung einer völlig neuen Kapelle von 1515 bis 1520 durch Andreas Techel, der damals bei der Kirche zu Wilsnack als Baumeister tätig war. Diese Kapelle diente dem Hof bis in die 1560er Jahre.

### Der Renaissancebau und seine Ausstattung

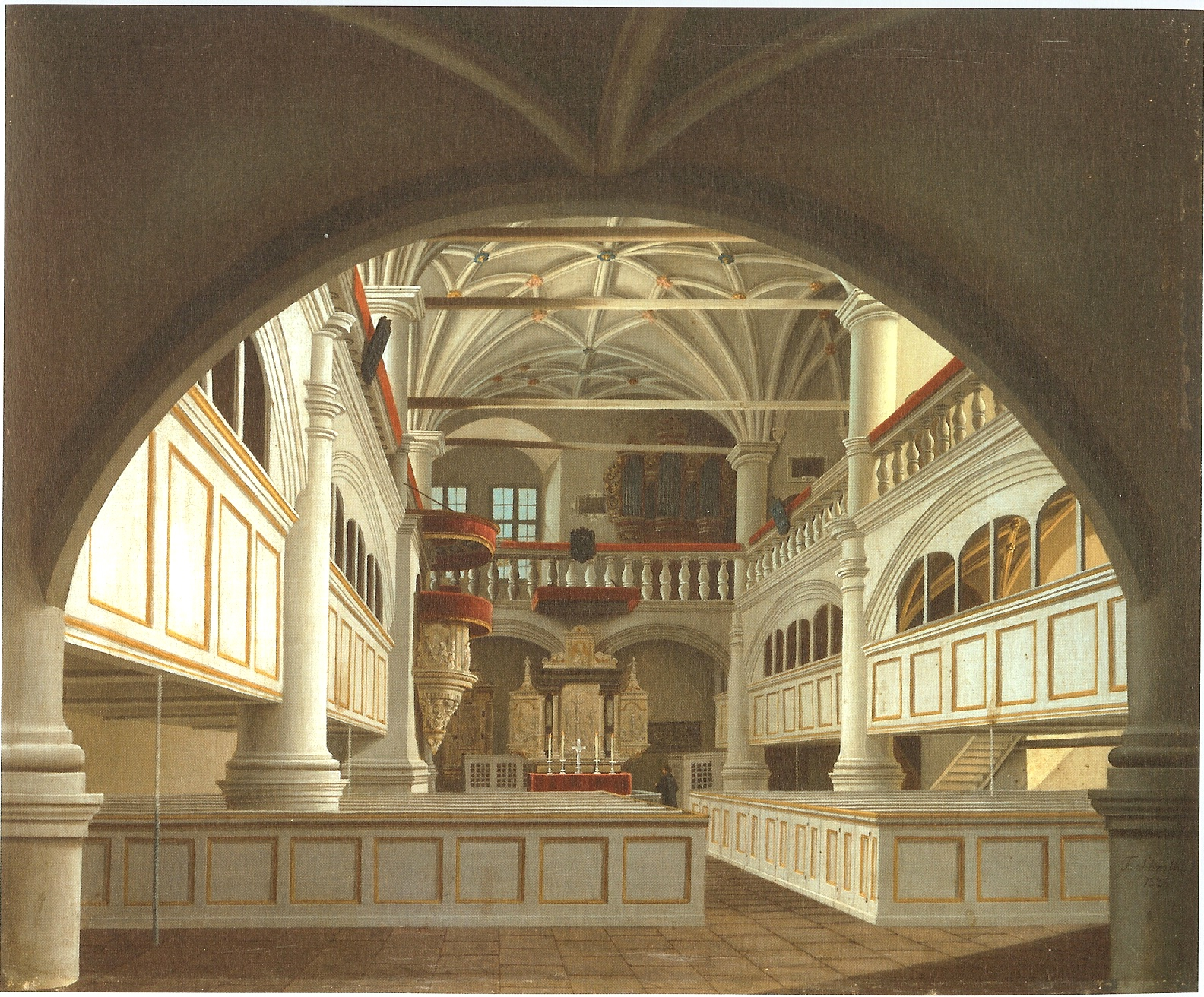
Innenansicht der Schlosskirche vor dem Umbau, 1839, Gemälde von Friedrich Schnelle

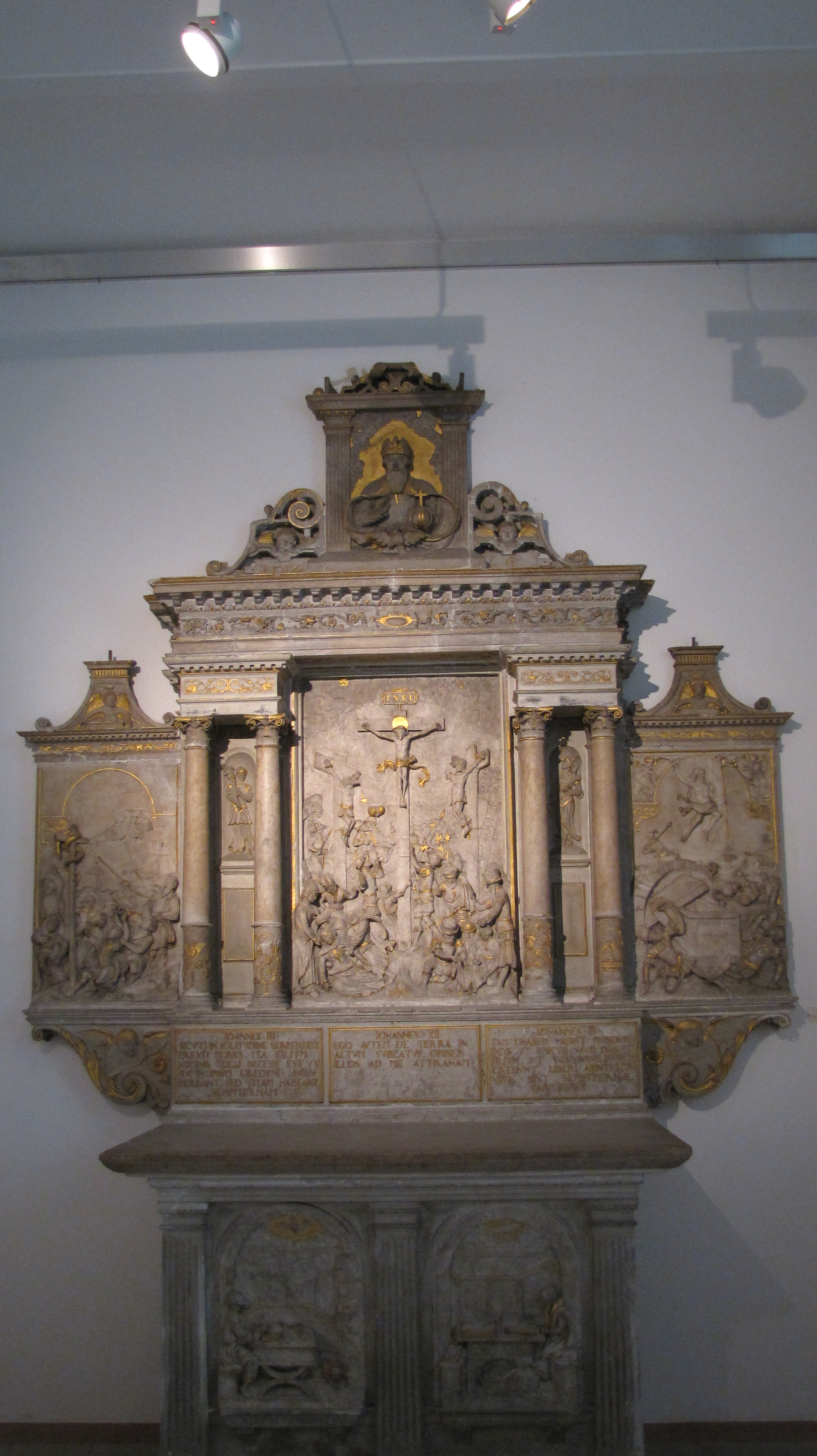
Renaissance-Altar der Schlosskirche, heute im Staatlichen Museum Schwerin

Herzog Johann Albrecht I. beschloss 1560 den jetzigen Bau, der 1563 im Wesentlichen vollendet wurde.
Baumeister dieses ersten protestantischen Kirchenbaus in Mecklenburg war Christoph Haubitz unter Entwurfsbeteiligung von Franz Parr. Der Bau lehnte sich eng an die Querkirchen-Vorbilder der Torgauer Schlosskapelle, dem ersten neu für den lutherischen Gottesdienst konzipierten Kirchenbau, und der Schlosskapelle in Dresden an. Die Gewölberippen aus Ton und weitere Verzierungen stammen vermutlich aus der Werkstatt von Statius von Düren. Die Werksteine aus Sandstein kamen aus Pirna. Das Portal der Schlosskirche fertigte der Dresdner Bildhauer Hans Walther.
Raumbestimmend waren im Sinne der lutherischen Konzentration auf Wort und Sakrament die Kanzel und der Altar.
Die Kanzel ist im Wesentlichen eine Kopie der Torgauer Kanzel und wurde von deren Schöpfer Simon Schröter in Torgau angefertigt. Sie bildet mit dem an der Nordseite stellenden Pfeiler, aus welchem sie hervortritt, einen einzigen Steinblock, so dass die zu der Kanzel führende Treppe durch den Pfeiler gehauen ist. Den auf Putten aufbauenden zylindrischen Kanzelkorb schmücken drei Marmor-Reliefs. Sie zeigen Christus und die Ehebrecherin, den zwölfjährigen Jesus im Tempel und die Tempelreinigung als Sinnbilder für den gnädigen, lehrenden und strafenden Christus. Die Reliefs werden Simon Schröters Sohn Georg Schröter zugeschrieben.

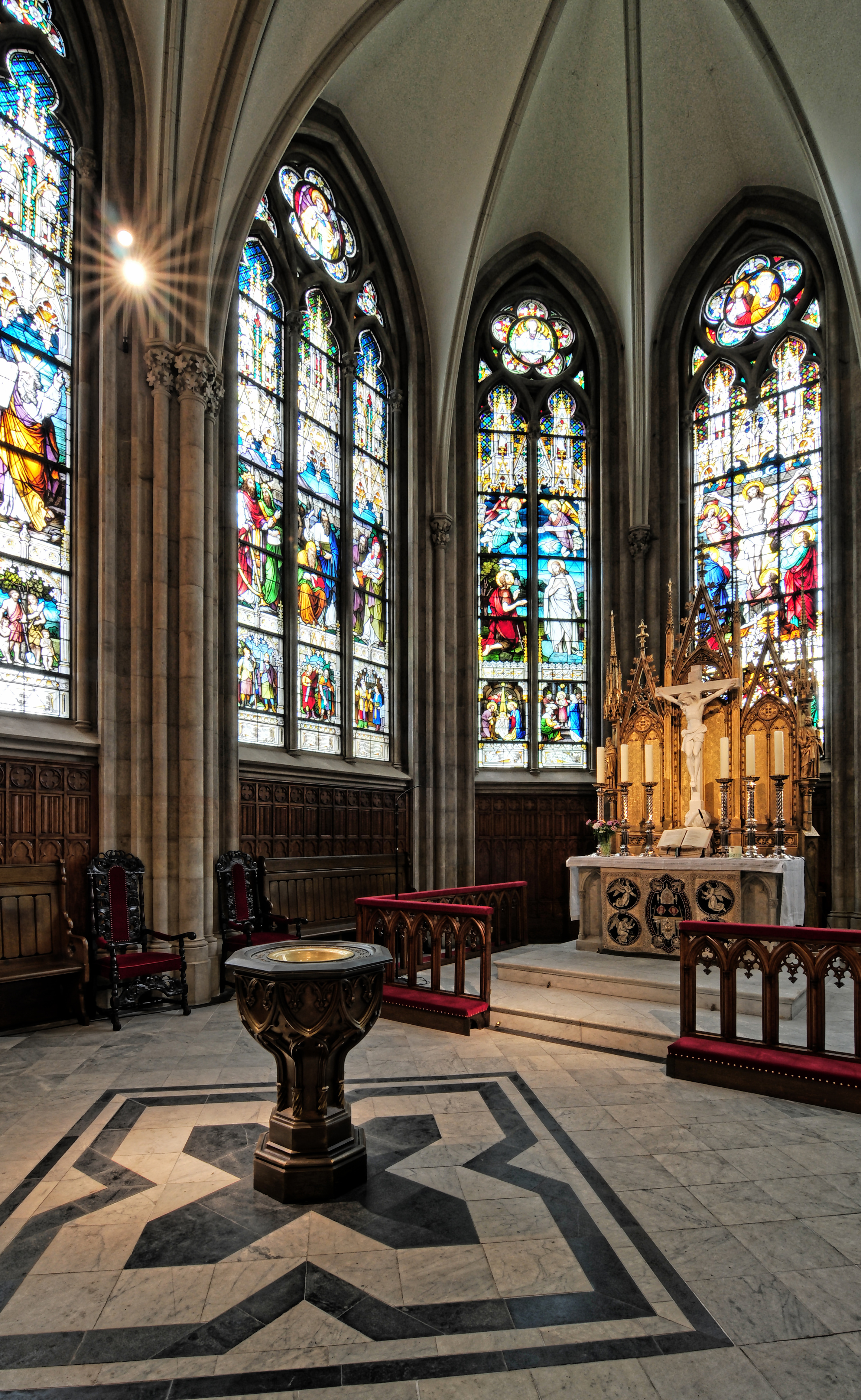
Altar und Taufbecken

Von ihm stammt auch der Altar, der im 19. Jahrhundert im Zuge der neugotischen Umgestaltung und Erweiterung in das großherzogliche Museum gebracht wurde. Das Triptychon aus Marmor orientiert sich am Altar der Dresdner Schlosskapelle. Im linken Flügel zeigt der Altar die Erhöhung der Schlange in der Wüste, in der Mitte eine figurenreiche Kreuzigung, und im rechten Flügel die Auferstehung Christi. Unter der Mensa des Altartisches sind die vier Evangelisten dargestellt, durch dorische Pilaster voneinander getrennt – auf der Vorderseite zwei, auf den Schmalseiten je einer. Über dem zentralen Feld im Aufsatz ist die Halbfigur von Gott Vater zu sehen, und zwischen den vorgesetzten korinthischen Säulenpaaren links die Figur des Glaubens (Fides), rechts die der Gerechtigkeit (Iusticia). Die Jahreszahl 1562 wiederholt sich mehrfach, im Aufsatz oben rechts das Monogramm Schröters, das aus den Buchstaben G und S verschlungen ist.
Zwei Marmortafeln der Kircheneinrichtung, von denen die eine Lot und Töchter und die andere das Gleichnis vom barmherzigen Samariter darstellt, befinden sich ebenfalls im Museum. Eine eichene Schnitztafel mit dem Relief der Anbetung der Hirten zwischen ionischen Pilastern und mit den beiden Wappen des Herzogs Johann Albrecht und seiner Frau Anna Sophie von Preußen ist inzwischen wieder in der Kirche an der Nordwand angebracht.
Auf der Empore sind sechs Reliefs (alabasterne Historien) erhalten geblieben. Als der Herzog im Jahr 1562 zur Krönung des Kaisers Maximilian nach Frankfurt am Main reiste, besuchte er am 8. Oktober den neu entdeckten Alabaster-Steinbruch in Uslar und kaufte dort Blöcke, aus denen ihm die niederländischen Steinmetzen Philipp Brandin und Cornelis Floris II. Bildwerke verfertigen sollten. Die Bildwerke zeigen den Sündenfall, die Erhöhung der Schlange in der Wüste (signiert von Willem van den Broeck), die Geburt, die Kreuzigung, die Auferstehung Christi sowie seine Wiederkunft zum Gericht. Als Umrahmung dient ihnen eine Art Tempelnische.
Zwei steinerne Tafeln mit einer Gründungsinschrift auf Latein und Altgriechisch in der Nordwand verweisen auf den humanistisch-reformatorischen Bildungsanspruch des Herzogs.

### Neugotische Erweiterung

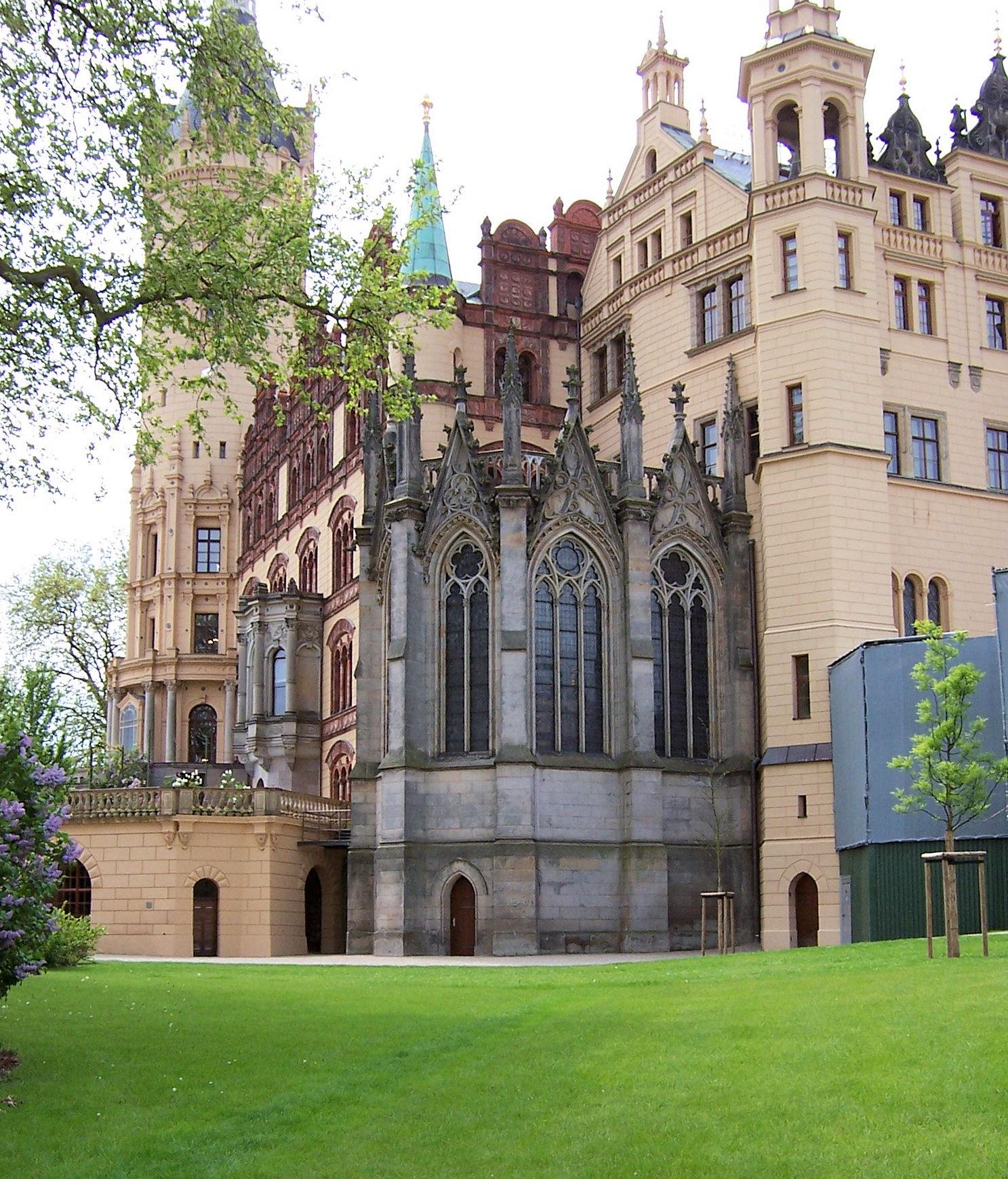
Der neugotische Chorraum von außen

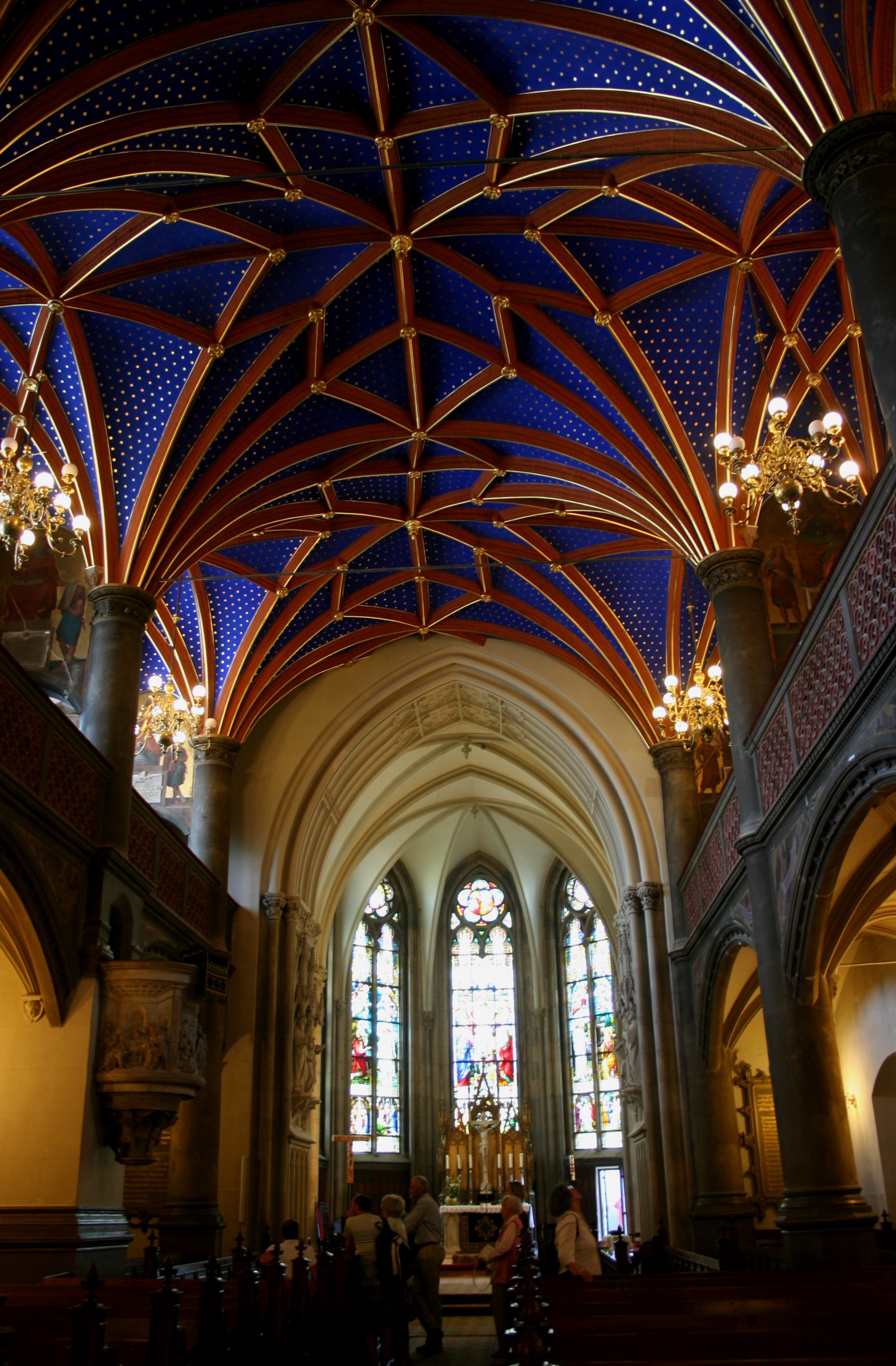
Blick in den neugotischen Chorraum

Als Teil der Arbeiten zur umfassenden Erneuerung des Schlosses im 19. Jahrhundert ließ Großherzog Friedrich Franz II. ab 1848 den Kölner Dombaumeister Ernst Friedrich Zwirner verschiedene Entwürfe zur Umgestaltung und Erweiterung der Schlosskirche im Stil der Neugotik anfertigen. Der letzte dieser Entwürfe wurde ab 1851 ausgeführt, verbunden mit Vorschlägen August Stülers zur inneren Gestaltung. Von Stüler stammt der Entwurf der Ausmalung, der bis heute durch die Gestaltung der Gewölbe als leuchtend blauer Sternenhimmel mit 8758 Sternen raumbestimmend ist.
Die im 18. Jahrhundert eingebaute zusätzliche Emporenreihe wurde entfernt. Die Kirche erhielt einen Chorraum mit Fünfachtelschluss, an dessen Südwand eine neue wappengeschmückte großherzogliche Empore eingerichtet wurde. Die Verbindung zum Renaissancebau übernahm ein in den Durchbruch eingebauter Triumphbogen, der mit Statuen der vier Evangelisten Johannes, Lukas, Markus und Matthäus vom in Dobbertin geborenen Bildhauer Gustav Willgohs geschmückt ist. Die Baldchine und Konsolen fertigte der Berliner Bildhauer Friedrich Wilhelm Dankberg.
Im Westen wurde der Eingang in eine kleine Vorhalle verlegt, für die das Renaissance-Portal etwas weiter westwärts gerückt wurde. Die alte Orgel von 1602, die im Osten über dem Altar stand, kam schon 1846 nach Redefin; dafür wurde auf der West-Empore ein Neubau durch Friedrich Friese II aufgestellt; die künstlerische Gestaltung des Orgelprospekts übernahm Gustav Willgohs. Die Hinterwand der fürstlichen Empore schmückte nun ein Gemälde von Karl Gottfried Pfannschmidt: die Taufe des Fürsten Pribislaw. Nach Vorstellungen des einflussreichen Theologen Theodor Kliefoth schuf Pfannschmidt 1854–1856 als Hauptschmuck des Raumes zwölf Bilderpaare, die an Pfeilern des Kirchenschiffs paarweise Ereignisse der Kirchengeschichte von den urchristlichen Märtyrern bis zu Bischof Berno und Herzog Johann Albrecht zeigten.
Der Renaissance-Altar kam ins Museum. Der neue Altar erhielt ein schlichtes Marmorkreuz von Carl Steinhäuser und eine geschnitzte Rückwand mit Statuen der Apostel Petrus und Paulus.
Hauptschmuck des Altarraums waren und sind bis heute die großen gotischen Fenster mit Glasmalerei. Ihre Entwürfe stammten von Gaston Lenthe, die Umsetzung in Glas von Ernst Gillmeister. Die Fenster zeigen eine heilsgeschichtliche Szenenfolge vom Sündenfall bis zur Auferstehung, mit Abendmahl und Kreuzigung im zentralen Chorscheitelfenster hinter dem Altar.
Die Wiedereinweihung der neu gestalteten Kirche fand am 14. Oktober 1855 statt. Die Frage, ob der neugotische Um- und Erweiterungsbau das bedeutendste Architekturdenkmal der Reformationszeit in Mecklenburg im Wesentlichen bewahrt oder zerstört hat, bleibt bis heute umstritten.

### Die Schlosskirche im 20. Jahrhundert

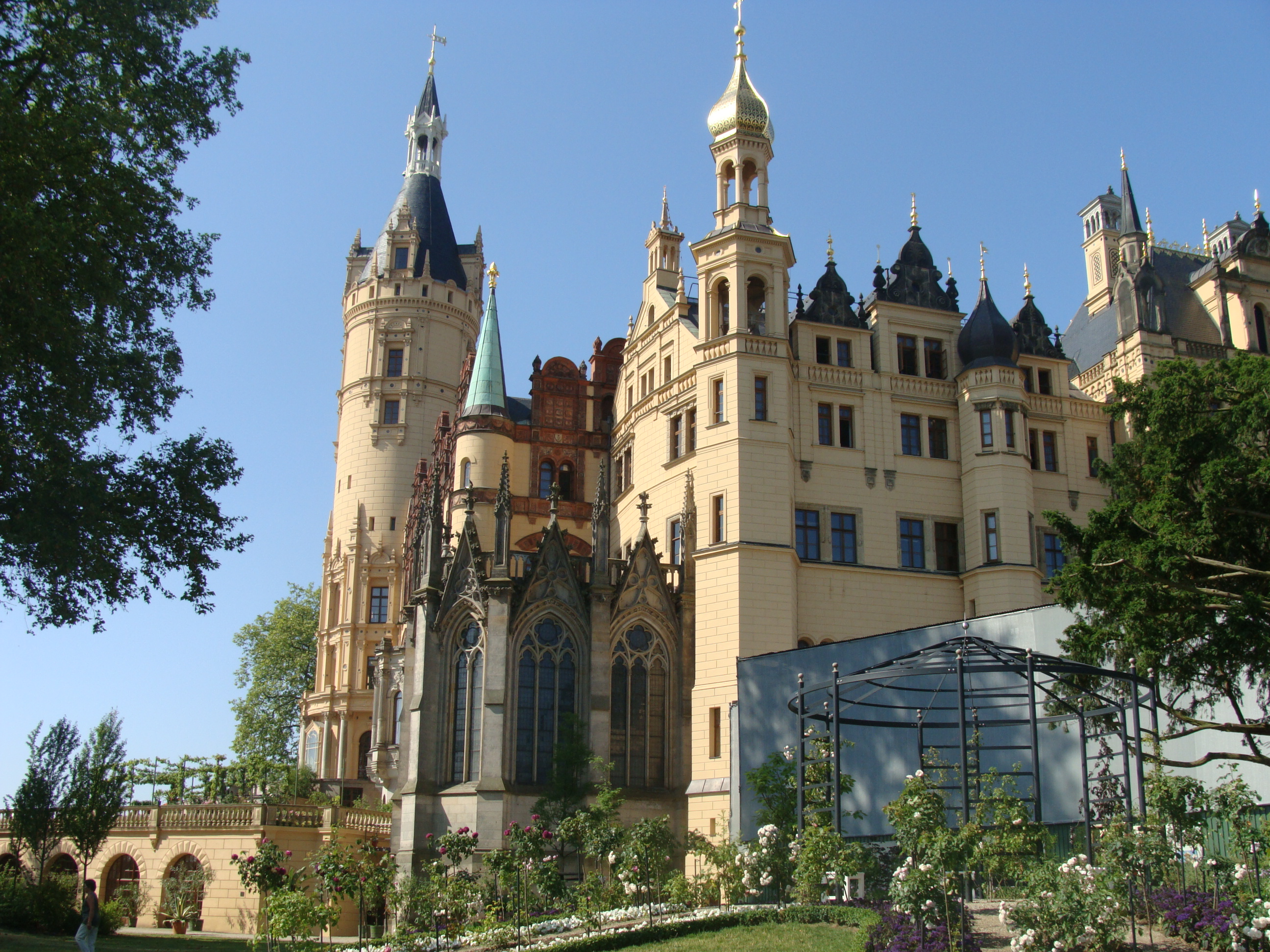
Blick auf den Kirchenflügel des Schweriner Schlosses 2009

1907 mussten die Glasfenster im Chor, deren Schmelzfarbentechnik sich als nicht dauerhaft erwiesen hatte, gegen neue von gleicher Thematik ausgetauscht werden. Die neuen Fenster lieferte die Tiroler Glasmalerei und Mosaik Anstalt in Innsbruck. Eine fehlerhafte Bemessung der Feldergrößen führte jedoch zu neuen Schäden, ebenso wie Vandalismus und Absetzungen, was 1976/77 eine komplette Neuverbleiung notwendig machte, die durch die Glaswerkstätten Lehmann aus Berlin-Weißensee erfolgte. Gleichzeitig erhielten die Fenster eine isothermische Schutzverglasung.
Die Friese-Orgel kam mitsamt dem von Gustav Willgohs dekorierten Prospekt 1912 in die Kirche von Groß Trebbow. An ihrer Stelle entstand ein Neubau von Marcus Runge.
Anfang der 1920er Jahre erhielt die Schlosskirche an der Südwand ein Gemälde zum Andenken an die Gefallenen des Ersten Weltkriegs, das von Rudolf Schäfer ausgeführt wurde. Es zeigt die Grablegung Jesu mit der Silhouette Schwerins im Hintergrund.
Seit 1990 ist die Landtagsverwaltung Mecklenburg-Vorpommern auch für die bauliche Unterhaltung und Restaurierung der Schlosskirche verantwortlich. Im Zuge der Gesamtrestaurierung der Fassaden und Dächer wurde die Zwiebelkuppel des Schlosskirchenturms neu vergoldet. 1992 wurde die Tragfähigkeit der Holzdecke über dem Gewölbe, die Durchbiegungen aufwies, einer eingehenden Untersuchung unterzogen. Ab 2005 wirbt die Aktion Kauf dir einen Stern vom Himmel um Paten zur Restaurierung des Sterngewölbes.

## Glocken

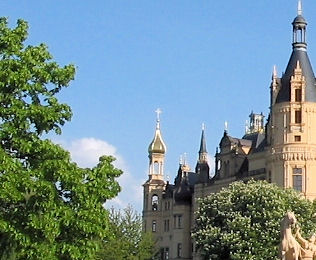
Turm der Schlosskirche

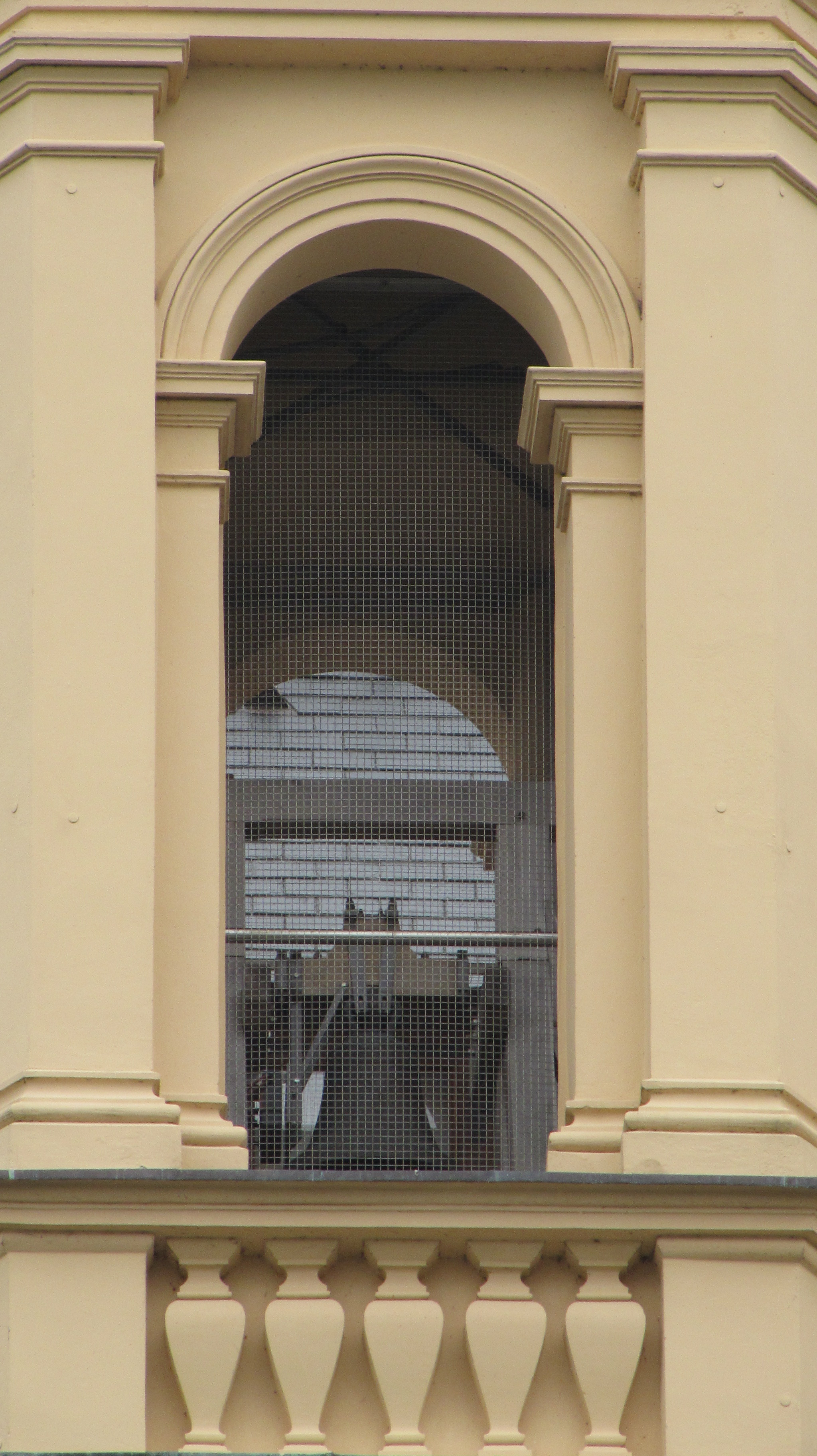
Glocke von 1464

Die Schlosskirche hatte seit 1857 vier Glocken, von denen drei im Nordturm auf der Vorderseite des Schlosses untergebracht waren.
Die älteste (0,56 m Durchmesser) hängt im alten Seitenturm der Kirche und hat die Inschrift: o rex glorie christe veni cum pace MCCCCLXIIII (lat.: O Christus, König der Herrlichkeit, komm in Frieden 1464). Sie wurde durch die Werkstatt des Rickert de Monkehagen gegossen und gilt als die letzte nachgewiesene Arbeit dieser Werkstatt. Auf der einen Seite ist die Figur der heiligen Maria, auf der anderen die der heiligen Barbara zu sehen.
Die zweitgrößte Glocke hatte die Inschrift: maria mater gracie mater misericordie tu nos ab hoste protege in hora mortis suscipe an[no] MDIII (lat.: Maria Mutter der Gnade, in Barmherzigkeit beschütze uns vor dem Feind [und] in der Stunde des Todes nimm [uns] an; im Jahre 1503) und wurde nach der Signatur von Heinrich von Kampen gegossen. Sie wurde im Zuge der Neugestaltung in der Mitte des 19. Jahrhunderts umgegossen.
Die in diesem Zusammenhang neugegossenen drei Glocken im Nordturm des Schlosses zeigten die Initialen des Großherzogs Friedrich Franz II. unter einer Krone und wurden 1856 von dem Glockengießer Johann Carl Ludwig Illies in Waren gegossen. Die erste (1,34 m Durchmesser) enthielt im Felde das Bild des Apostels Petrus und neben ihm das Bild des Hahnes; sie hatte den Namen Poenitentia (Buße). Die zweite (0,88 m Durchmesser) zeigte als Bild einen schwebenden Engel in langer Gewandung, der die Hände zum Gebet faltet, und trug den Namen Precatio (Gebet). Die dritte (1,05 m Durchmesser) zeigte drei musizierende Engel und hieß Gratia (Dank). Diese drei Glocken wurden 1917 eingeschmolzen.

### Glocken-Ritzzeichnungen
Die 1467 gegossene Glocke hat seltene, kunsthistorisch bedeutsame Glockenritzzeichnungen, die in einem Werk der Kunsthistorikerin Ingrid Schulze gewürdigt werden.

## Die Schlosskirche heute
Die Schlosskirche ist heute Kirche der Evangelisch-Lutherischen Schloßkirchengemeinde Schwerin, die Teile der Altstadt, den Schlossgarten, Ostorf und die Gartenstadt umfasst. Zur Kirchgemeinde zählen etwa 800 Gemeindeglieder.
Die Gemeinde hielt die Kirche regelmäßig geöffnet, während der Bundesgartenschau 2009 sogar täglich. Sie war dazu von der Schlossterrasse aus zugänglich.
Von 2012 bis Mai 2013 war die Schlosskirche wegen Restaurierungsarbeiten geschlossen. Am 16. Mai 2013 wurde die restaurierte Kirche durch die Landtagsverwaltung der Kirchgemeinde wieder zur Nutzung übergeben. Am Pfingstsonntag wurde sie mit einem Festgottesdienst zum 450-jährigen Kirchweihjubiläum wieder eingeweiht.
Neben der Gemeinde nutzt der Landtag die Kirche als Andachtsraum für Landtagsabgeordnete und Mitarbeiter und für ökumenische Gottesdienste.

### Orgel

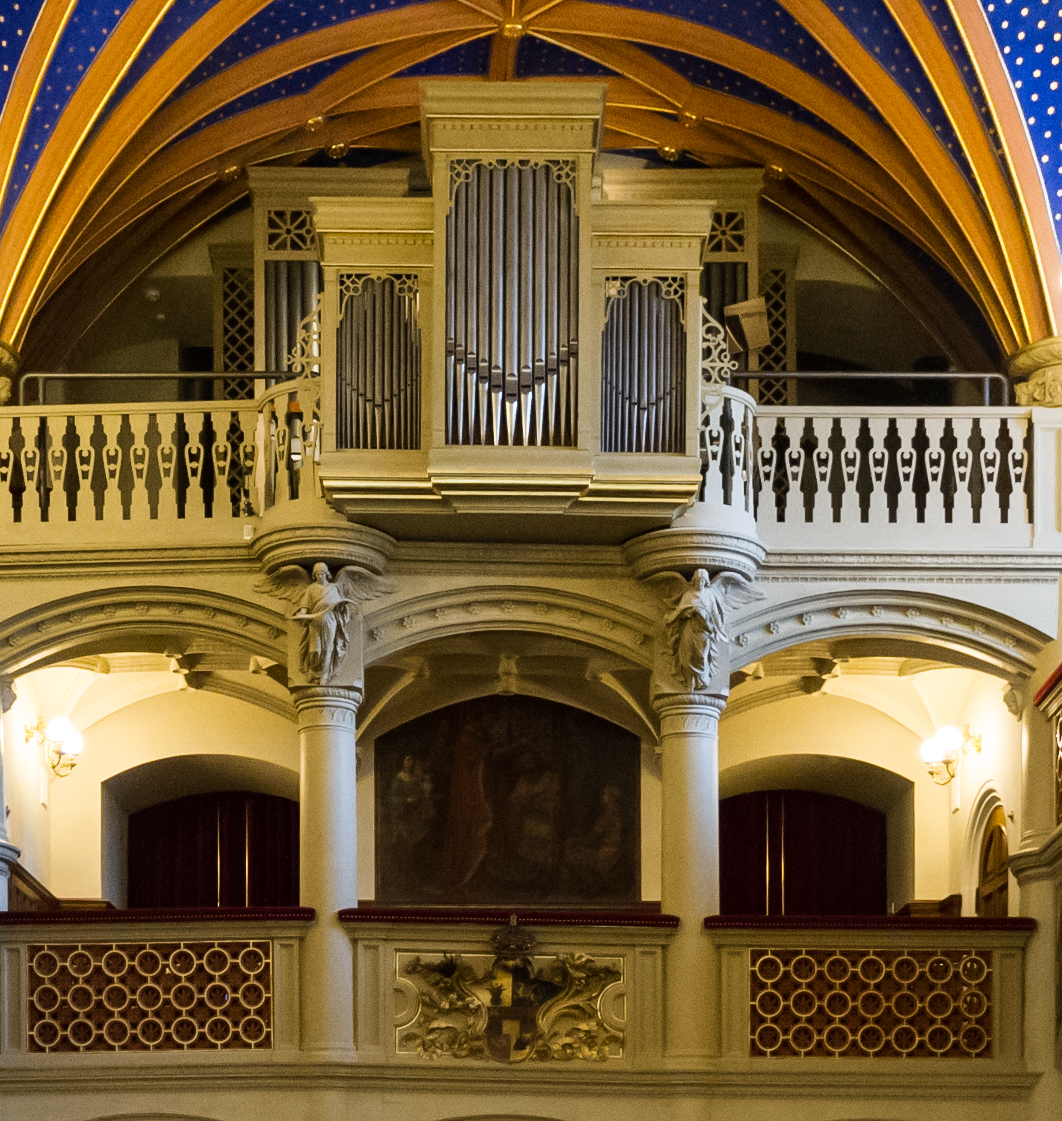
Die 1950 errichtete Orgel

In der Schlosskirche gab es bereits 1602 eine Orgel. Dieses Instrument wurde 1676 umgebaut und 1847 in einem neuen Gehäuse in der Kirche in Redefin aufgestellt. 1855 baute Friedrich Friese III eine neue Orgel in der Schlosskirche; sie wurde 1913 in Groß Trebbow aufgestellt. 1912 baute Marcus Runge eine neue Orgel. Die heutige Orgel auf der Westempore wurde 1950 von dem Orgelbauer Schuke (Potsdam) errichtet. Das Schleifladen-Instrument hat 21 Register auf zwei Manualen und Pedal.
| I Hauptwerk C–f3 |       |
| Principal        | 8′    |
| Koppelflöte      | 8′    |
| Oktave           | 4′    |
| Spitzflöte       | 4′    |
| Nassat           | 2 ⁄3′ |
| Oktave           | 2′    |
| Mixtur V         |       |
| Dulcian          | 16′   |

| II Rückpositiv C–f3 |       |
| Gedackt             | 8′    |
| Principal           | 4′    |
| Rohrflöte           | 4′    |
| Waldflöte           | 2′    |
| Sesquialtera II     |       |
| Quinte              | 1 ⁄3′ |
| Scharff III         |       |
| Krummhorn           | 8′    |
| Tremulant           |       |

| Pedal C–f1 |     |
| Subbass    | 16′ |
| Hohlflöte  | 8′  |
| Oktave     | 4′  |
| Mixtur V   |     |
| Posaune    | 16′ |

- Koppeln: II/I, I/P, II/P

## Schlosskirchenchor
Für den Kirchengesang hatte sich 1855 unter der Leitung des Musikdirektors Julius Schäffer der großherzogliche Schlosschor nach dem Vorbild des Berliner Domchors gebildet. Die betreffende großherzogliche Stiftungsurkunde war vom 10. Juni 1855 datiert und bestimmte, „daß zur Verherrlichung des Gottesdienstes in der Schloßkirche“ ein Sängerchor errichtet werde, der aus einem Dirigenten und 16 (Knaben- und Männer-) Stimmen bestehen sollte. Zu einer der ersten Dienstleistungen des Chores gehörte seine Beteiligung an der (Wieder-)Einweihung der Schlosskirche am 14. Oktober 1855.
Unter der Leitung von Otto Kade von 1860 bis 1894 entwickelte er sich zu einem weithin angesehenen Chor und erreichte „eine der ersten Stellen unter den Kunstinstituten Deutschlands“. Die Hofgemeinde sollte in liturgischer und kirchenmusikalischer Hinsicht als Vorbild für die Landeskirche dienen. Mit Kades Ruhestand wurde der Name des Chores in Schlosskirchenchor geändert, und Bernhard Romberg (1863–1913), seit 1886 Organist der Schlosskirche, übernahm seine Leitung. Von 1914 bis 1930 leitete Adolf Emge den Schlosskirchenchor.

## Geistliche
- Friedrich Carl Ernst Walter, Oberhofprediger 1839–1854
- Wolrad Wolff, Oberhofprediger 1892–1919